# Gustavo García Eugenio
Gustavo García Eugenio (Arrecife, Lanzarote, España, 13 de marzo de 1979) es un exfutbolista  español. Jugaba como centrocampista.

## Trayectoria
El jugador conejero fue forjado en la cadena de filiales del C. D. Tenerife. Debutó como profesional el 18 de junio de 1999 en la  Primera División con el primer equipo tinerfeño, en el Estadio Helmántico, con el equipo blanquiazul ya descendido a segunda, enfrentándose a la U. D. Salamanca en la última jornada del campeonato. Tras su paso por el equipo canario y una estadía fugaz en el Imortal de Albufeira portugués en la temporada 1999-00, el jugador desarrolló su fútbol en clubes de Segunda División B y Tercera División. 
En el 2008 fichó por la U. D. Las Palmas en segunda. Pero jugó muy poco y tras rescindir su contrato fichó en el Universidad de Las Palmas, equipo de la Segunda División B, club que dos años después desapareció, obligándolo a volver a su ciudad natal para seguir jugando, ahora en tercera, con la U.D. Lanzarote.

## Clubes
| Club                      | País     | Temporadas |
| ------------------------- | -------- | ---------- |
| C. D. Tenerife            | España   | 1998-1999  |
| Imortal                   | Portugal | 1999-2000  |
| Orientación Marítima      | España   | 2000-2001  |
| C. D. Mensajero           | España   | 2001-2002  |
| U. D. Lanzarote           | España   | 2002-2006  |
| Racing de Ferrol          | España   | 2006-2007  |
| U. D. Fuerteventura       | España   | 2007-2008  |
| U. D. Las Palmas          | España   | 2008-2009  |
| Universidad de Las Palmas | España   | 2009-2011  |
| U. D. Lanzarote           | España   | 2011-2013  |